# George W. Towns
George Washington Bonaparte Towns, född 4 maj 1801 i Wilkes County i Georgia, död 15 juli 1854 i Macon i Georgia, var en amerikansk demokratisk politiker. Han var ledamot av USA:s representanthus 1835–1836, 1837–1839 och 1846–1847 samt Georgias guvernör 1847–1851.
Towns studerade juridik och inledde 1824 sin karriär som advokat, först i Alabama och sedan i Georgia. Han tjänstgjorde som överste i Georgias milis och satt i båda kamrarna av Georgias lagstiftande församling. Ungefär vid samma tidpunkt upphörde han med att använda namnet Bonaparte i offentligheten.
Towns tillträdde 1835 som kongressledamot men avgick mitt i mandatperioden redan året därpå. Trots detta ställde han upp i följande kongressval, tjänstgjorde en hel mandatperiod och ställde sedan inte upp till omval i kongressvalet 1838. Towns fyllnadsvaldes 1846 till representanthuset och ställde sedan upp till omval men lyckades inte bli vald till en hel mandatperiod. Därefter efterträdde han George W. Crawford som guvernör år 1847 och efterträddes 1851 av Howell Cobb.
Towns avled 1854 och gravsattes på Rose Hill Cemetery i Macon i Georgia. Towns County har fått sitt namn efter honom.